# Чудиново (Московская область)
Чудиново — деревня в г.о. Чехов Московской области.

## История
Чудиново в 7135 (1627) году — «пустошь, на речке Люторице», Московского уезда, Замыцкой волости — «вотчина за вдовою Анною Ивановскою женою Мордвинова, да за ее сыном Семеном Ивановым и дочерью девкою Авдотьею Мордвиновыми, что было за Федором Васильевым, да за его детьми Иваном и Афанасием Мордвиновыми; а владеет вдова Анна Мордвинова тою вотчиною по государеве жалованной грамоте 7121 (1613) года, за приписью дьяка Федора Шушерина, какова грамота дана свекру ее конному псарю Федору Мордвинову, да мужу ее Ивану, да деверю Афанасию Федоровым Мордвиновым» (Писцов, кн. 689, лл. 1197—1198).
В 1637 году вдова Анна Мордвинова свою вотчину заложила Ивану Фомину Стрешневу; в 1651 году его сын Иван Иванович Стрешнев продал Ивану Жукову, а у него куплена в 1658 году Андреем и Иваном Луниными и в 1665 году продана сытного дворца стряпчему Кондратию Иванову Лунину. При этом владельце пустошь Чудиново в 1678 году была деревнею, на которой были поселены, на вершине речки Хотешевки, 7 дворов задворных людей. По смерти Кондратия Иванова Лунина деревня Чудиново досталась, в 1683 году, его сыну Петру, а от него перешла к его жене вдове Аксинье, она по променной записи 1694 года уступила дьяку Степану Ступину.
В 1697 году, в деревне Чудиново построена каменная церковь во имя Преображения Господня, от чего деревня и стала называться селом по церкви Спасским, Чудиново тож. Кирпичная церковь, хороший образец московского барокко. Небольшая постройка типа восьмерик на четверике со звонницей над западной стеной трапезной.
У Степана Ступина имение было отписано на великого государя и в 1700 году пожаловано в вотчину Автомону Ивановичу Иванову, при нем в селе Спасском Чудинове находилось 10 дворов крестьянских с 67 человек и двор его вотчинников с деловыми людьми. После Автомона Иванова (умер в 1709 году) селом владели его сыпь Николай, потом родной внук Сергей, (умер в 1746 году) и за тем двоюродный брат последнего Василий Васильевича Иванова 1756 г.
С 1780-х гг. село во владении рода Свербеевых которые владели им до 1917 года.

## Географическое расположение
- Деревня расположена в 3 км к востоку от города Чехов и в 1 км от Симферопольского шоссе. Основные улицы: Березовая, Запрудная, Парковая, Шоссейная.

## Население
| 2002 | 2006 | 2010 |
| ---- | ---- | ---- |
| 26   | ↗33  | ↘17  |

## Достопримечательности

### Церковь Преображения Господня

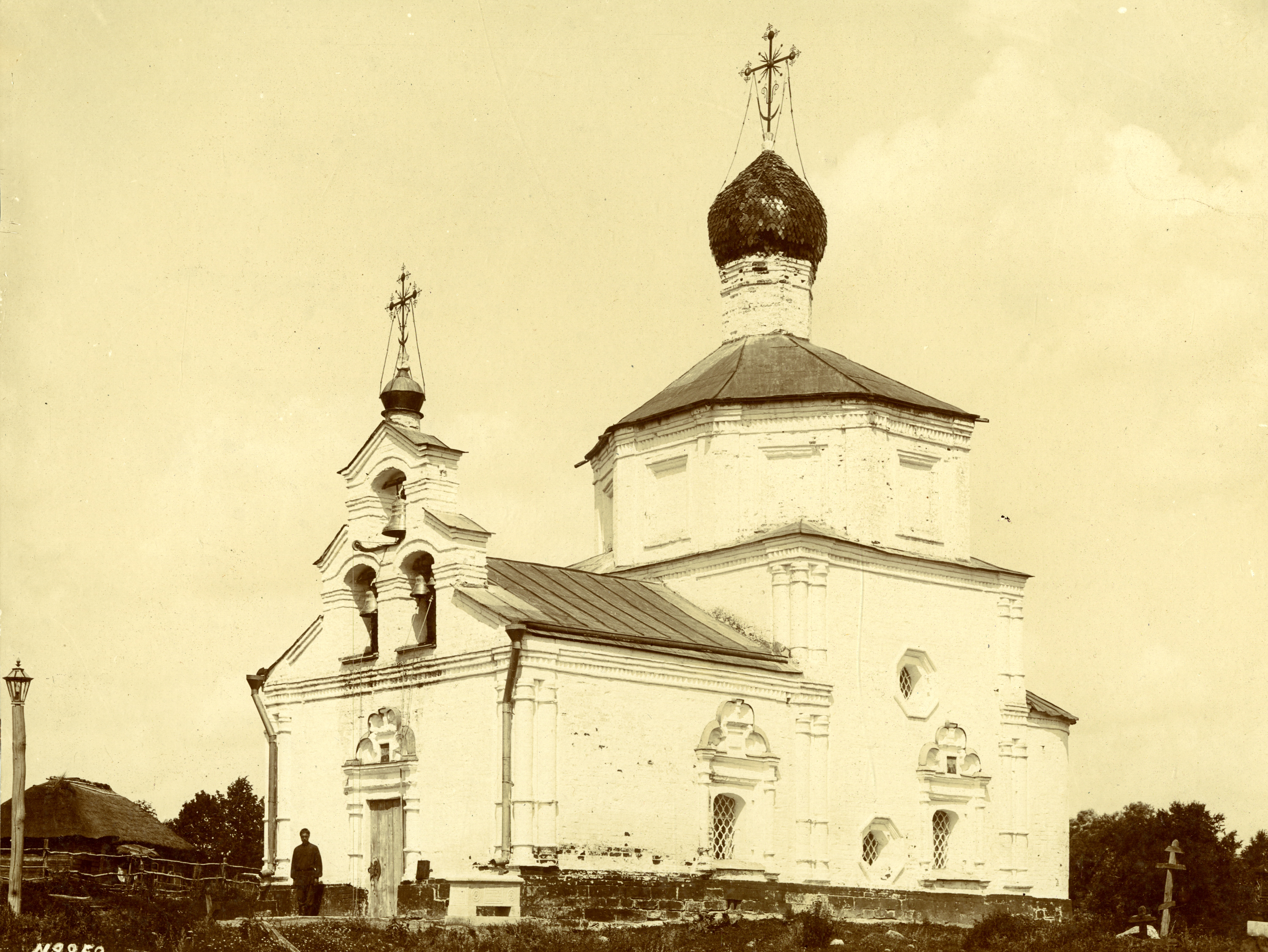
Храм в конце XIX — начале XX века

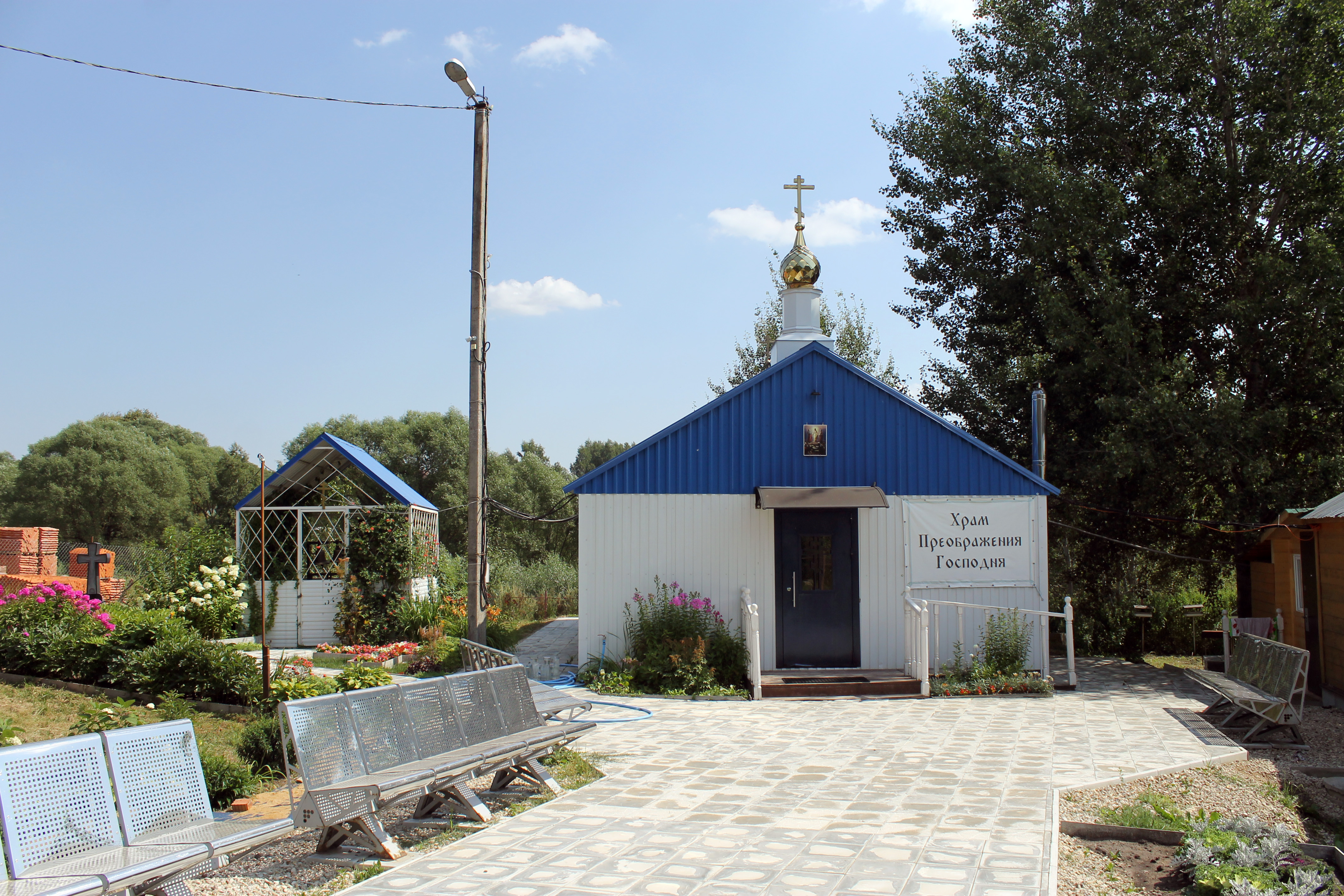
Временное здание Преображенского храма

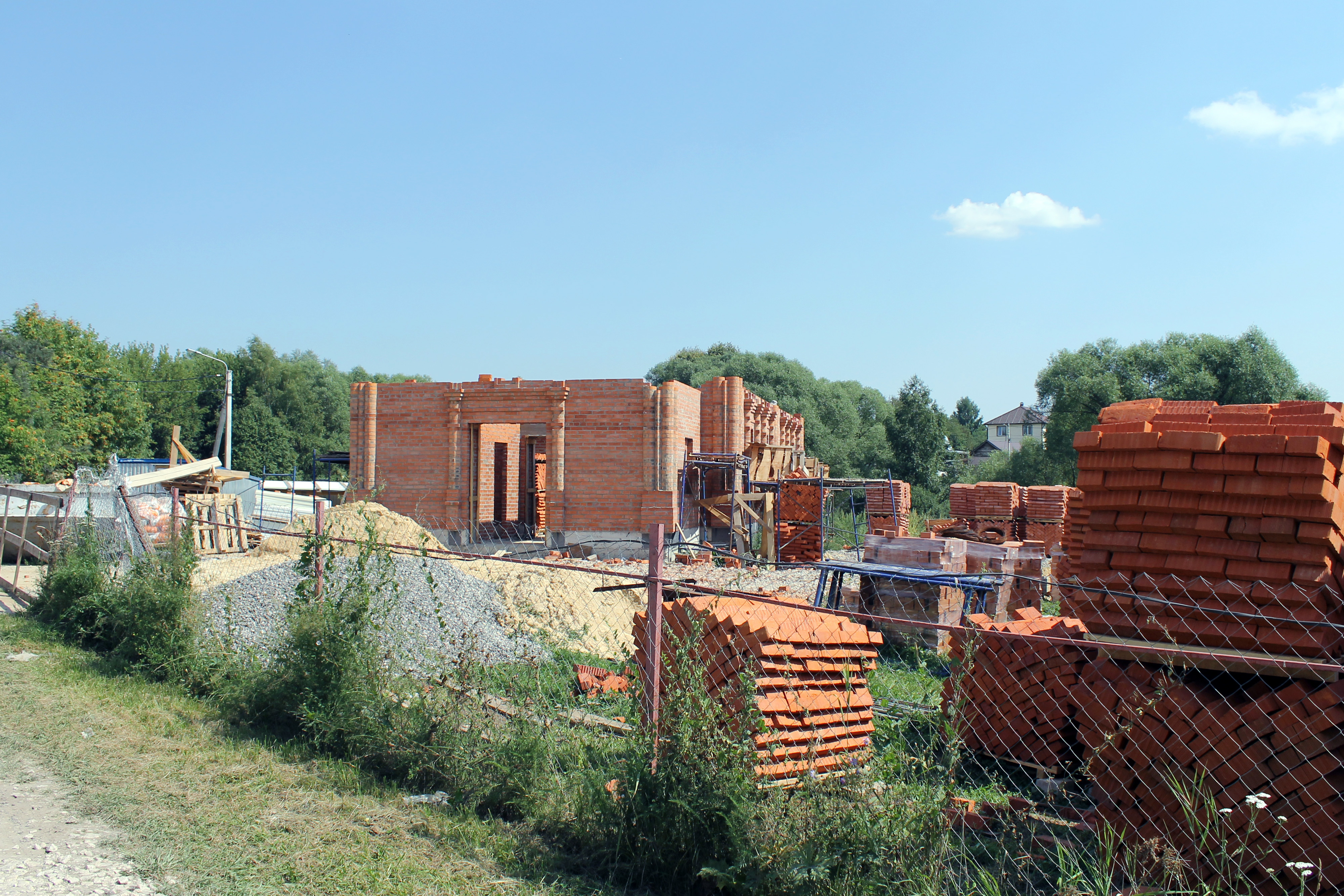
Строительство нового храма (лето 2022)

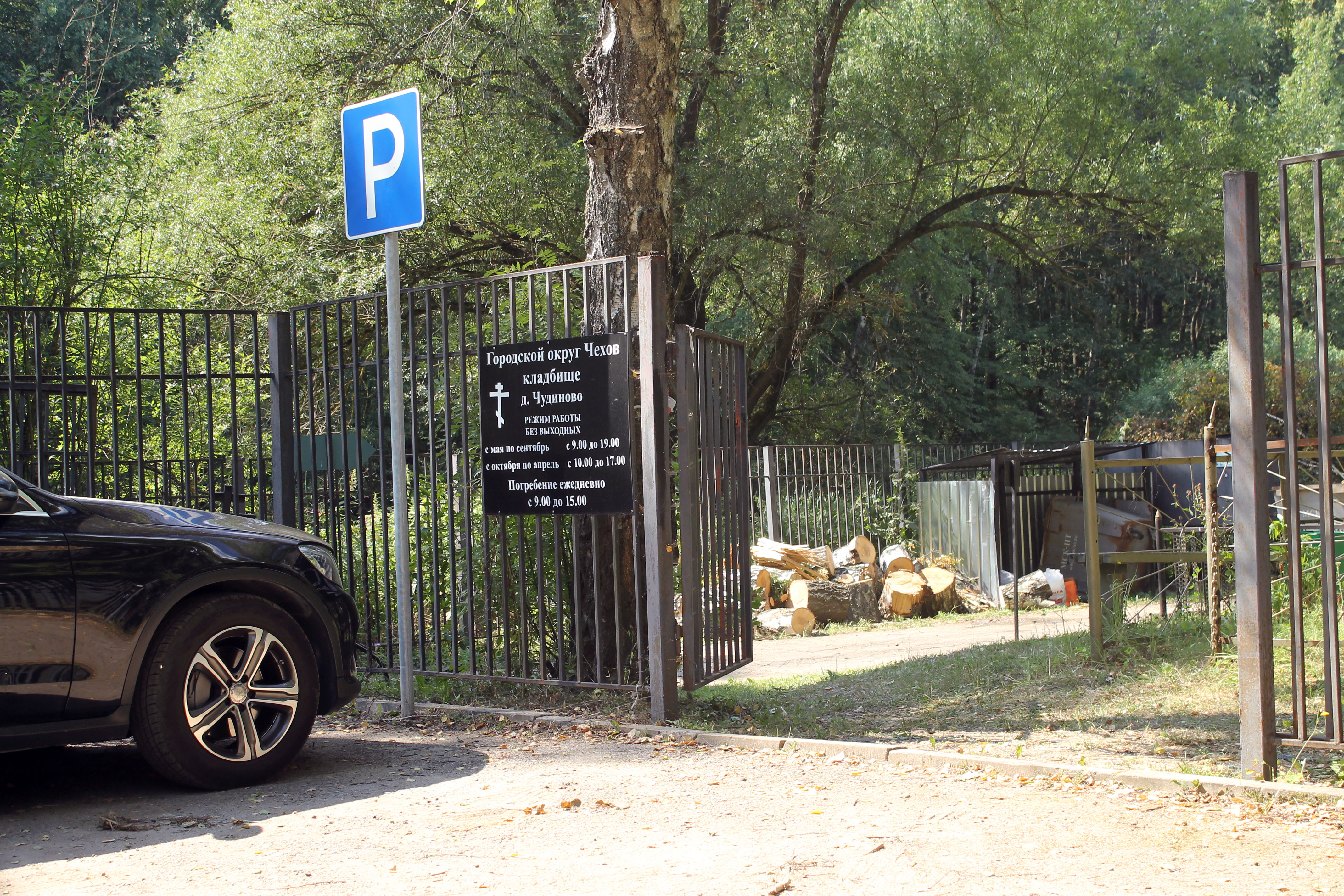
Прихрамовое кладбище

Построена в селе Чудиново в 1697 году. В приходной окладной книге, Патриаршего казенного приказа читаем: «7205 (1697) г. июля в 17 день но указу патриарха и по намете на выписке Андрея Денисовича Владыкина, а по челобитью разрядного приказа дьяка Степана Ступина, велено новопостроенныя церкви Преображения Господня, которую он, Степан, построил вновь в Московском уезде, в Замыцкой волости, в вотчине своей, в деревне Чудиново, на попа с причетники положить дани, по памяти из разрядного приказа, за приписыо дьяка Ивана Уланова, нынешнего 7205 (1697) года, февраля 17 числа, а против его, Степанова, челобитья июня 4 дня, нынешнего 7205 (1697) года, с церковной земли с пашни в деревне Чудиново с 15 четьи, да в пустоши Свиридовой с 15 четьи, всего с 30 четьи, да с дворов: с попова, дьячкова, просвирницына, с одного вотчинникова, с 10 крестьянских средних, по указной статье, итого 22 алтын заезда гривна. И августа в 30 день деньги на нынешний год платил человек Степана Ступина Тимошка Ветров».
7205 (1697) года августа в 31 день «по благословенной грамоте, дан антиминс к новопостроенныя церкви Преображения Господня, что в Московском уезде, в селе Спасском», под расписку тоя ж церкви попа Василия (там же кн. 138, л. 134).
В 1875 г. действительный статский советник Александр Дмитриевич Свербеев вызолотил и покрасил вновь иконостас, пожертвовал в храм иконы, хоругви, одежды на престол и на аналои. Клировая ведомость Преображенской церкви с. Чудиново сообщает, что церковь зданием каменная, ветха. Престол один — Преображения Господня. Причт состоял из священника и дьячька.
В 1907 г. в с. Чудинове священником Василием Петровичем Рождественским была открыта школа грамоты. Отец Василий Рождественский состоял заведующим школы, которая помещалась в наемном здании. В школе обучалось около 10 детей.
После революции некоторое время оставалась действующей, закрыта и разрушена в 30-х года 20 века.
23 декабря 2012 г. на месте разрушенного в 30-х года 20 века храма установлен поклонный крест.
14 августа 2013 года, по благословению Управляющего Московской епархией Митрополита Крутицкого и Коломенского Ювеналия возрожден приход Преображенского храма и назначен, по совместительству, настоятель священник Димитрий Шевченко.
19 августа 2013 года, впервые после закрытия и разрушения храма, у поклонного креста был совершён молебен в честь престольного праздника.
19 августа 2014 года сооружен временный храм, в котором на Престольный праздник была отслужена первая, после закрытия и разрушения прежнего храма, Божественная Литургия, начались периодические Богослужения.
3 ноября 2016 годя назначен новый настоятель, священник Дионисий Пономаренко, во временном храме начались регулярные Богослужения и сформировалась активная живая община. Началась деятельность по подготовке проектной документации и сбор средств на восстановление разрушенного храма.
3 октября 2021 года Архиепископом Подольским и Люберецким Аксием совершен чин освящения закладного камня в фундамент восстанавливаемого храма.